# Каролингские книги

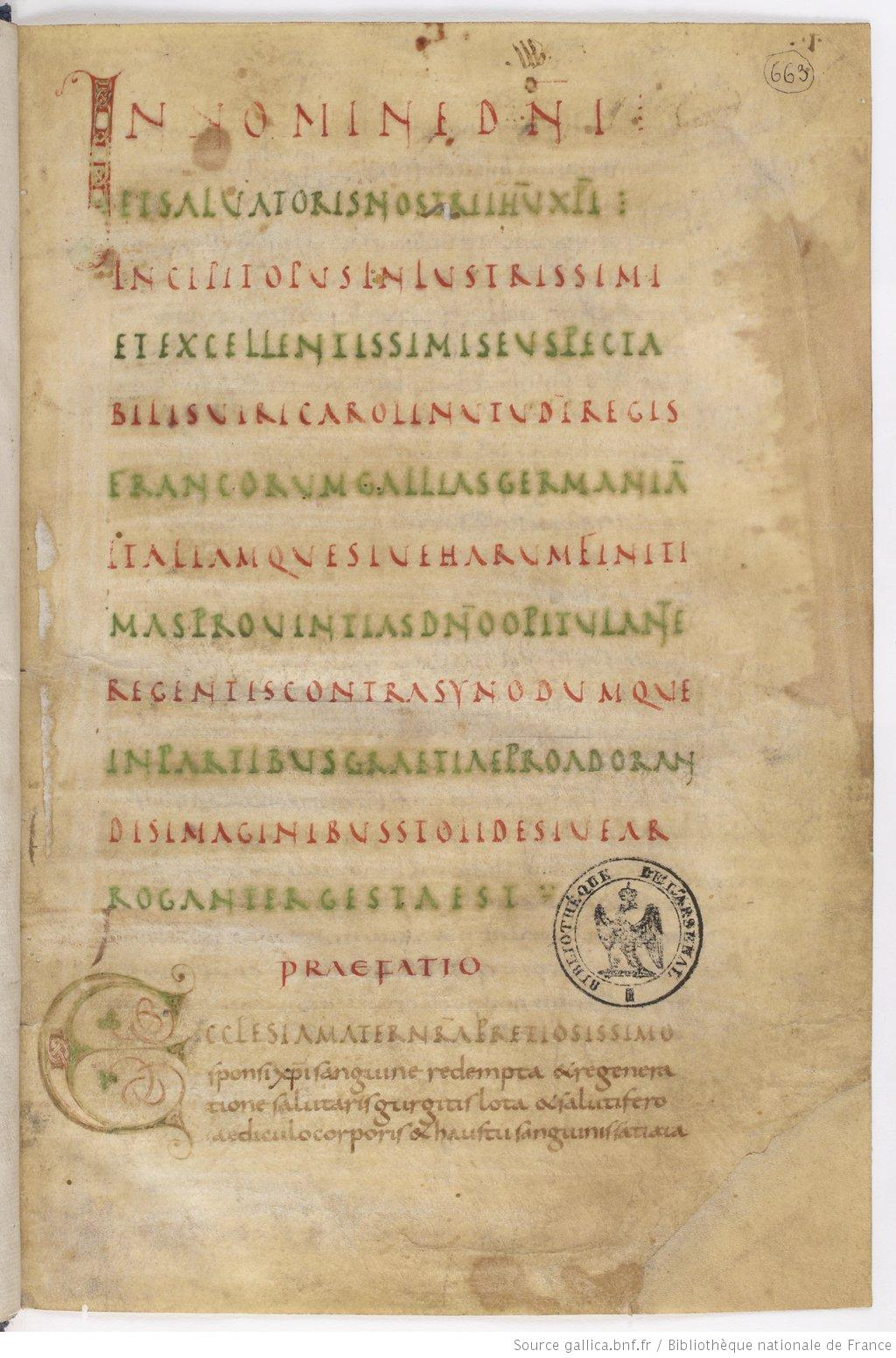
Libri Carolini. Манускрипт, называемый Реймский. 800—900 годы. Париж. Библиотека Арсенала.

Кароли́нгские кни́ги (лат. Libri Carolini), также О́пус короля́ Ка́рла про́тив Сино́да (лат. Opus Caroli regis contra synodum), также Кни́ги Ша́рлеманя — сборник в четырёх книгах опровержений актов Второго Никейского собора, а также его учения об иконопочитании, составленный по повелению короля Карла I Великого его придворными богословами между 789 и 791 годами касательно священных изображений (например икон). Сохранилось два древних манускрипта Libri Carolini. Codex Vaticanus Latinus 7207 хранится в Ватиканской библиотеке. Реймский манускрипт ms-663 хранится в Париже, в Библиотеке Арсенала.
Все акты Второго Никейского собора, созванного для того, чтобы остановить движение иконоборчества, были присланы Карлу Великому папой Адрианом I и, впоследствии, были рассмотрены Франкфуртским собором в 794 году. Полемика их дает интересные данные об учении франкской Церкви того времени относительно почитания святых и Троицы.

## Авторство
«Каролингские книги» после правления Карла Великого не публиковались, и позднее оставались почти неизвестными, вплоть до времени их первой печати в 1549 году Жаном дю Тилье, епископом Мо. Судя по всему, опубликованные книги не являются той версией, которая была послана Адриану I Карлом Великим, однако, тем не менее они содержат около 120 возражений против Второго Никейского собора, выраженных в достаточно резких словах dementiam (с лат. — «безумие»), priscae Gentilitatis obsoletum errorem (с лат. — «устаревшие языческие заблуждения»), insanissima absurdissima (с лат. — «безумная абсурдность»), derisione dignas naenias (с лат. — «утверждения, достойные высмеивания») и так далее.
В настоящее время более известен вариант текста, известный под названием Опус короля Карла против Синода (лат. Opus Caroli regis contra synodum), основанный на рукописи из Ватиканской Библиотеки, наиболее вероятным кандидатом на автора которого является Теодульф, епископ Орлеана и поэт эпохи Карла Великого.
Ранее существовало мнение, что автором книг мог быть и сам Карл Великий, исходя из того, что текст начинается словами: «От имени Бога нашего и Спасителя Иисуса Христа начата работа самого прославленного и великолепного человека Карла, по велению Господа Бога, короля франков, галлов, германцев и так далее против Синода, который в греческой своей части твердо и непреклонно высказался и постановил в пользу поклонения изображениям». Однако, маловероятно, что Карл Великий написал «Каролингские книги» самостоятельно, хотя некоторые выраженные в труде мысли и написаны под его влиянием.
Ранее авторство «Libri Carolini» приписывалось Ангильраму, епископу Меца, или же какому-либо другому французскому епископу, поскольку считалось, что Адриан I, пославший Карлу Великому акты Второго Никейского собора, передал их французским епископам для экспертизы, и «Libri Carolini» был ответом, который они дали папе.

## Содержание
Изложенное в «Каролингских книгах» отношение к священным изображениям возникло, предположительно, после плохого перевода Актов собора, что заставило Карла судить о том, что византийцы утвердили почитание священных изображений, что на самом деле было совсем не так. Католическое воззрение на иконопочитание не было радикальным и занимало среднюю позицию между византийским иконоборчеством (для борьбы с которым и был собран Второй Никейский собор) и традицией иконопочитания. В Западной церкви иконы и статуи были всего-лишь объектами, используемыми для стимуляции чувств верующих, особенно неграмотных.
Также «Libri Carolini» высказывает значительное предубеждение против Православия, частично отражая политические споры Карла Великого с императрицей Ириной, и определяя утверждение Рима о его политической и церковной власти в западном христианском мире.